# Kurt Boese
Kurt Boese (ur. 4 listopada 1929 w Bremie, zm. 21 września 2021 w Kitchener) – kanadyjski zapaśnik walczący w stylu wolnym. Olimpijczyk z Rzymu 1960, gdzie zajął trzynaste miejsce w wadze półśredniej.
Brązowy medalista igrzysk Imperium Brytyjskiego i Wspólnoty Brytyjskiej w 1962, a także igrzysk panamerykańskich w 1963 roku.

## Letnie Igrzyska Olimpijskie 1960
| Konkurencja      | Rundy eliminacyjne       | Rundy eliminacyjne   | Rundy eliminacyjne     | Klas. końcowa |
| Konkurencja      | Przeciwnik I             | Przeciwnik II        | Przeciwnik III         | Miejsce       |
| ---------------- | ------------------------ | -------------------- | ---------------------- | ------------- |
| 73 kg styl wolny | Douglas Blubaugh (USA) P | Robert Clark (AUS) Z | Karl Bruggmann (SUI) P | 13.           |